# Слизень, Александр Александрович
Александр Казимир Слизень (ум. 26 января 1684) — государственный деятель Великого княжества Литовского.

## Биография
Подстолий Ошмянский, королевский секретарь, стольник Ошмянский, вице-администратор Брестской экономии. Посол на Сеймах, депутат Трибунала ВКЛ 1654 и 1680.
В 1650 году президент (приор) Будславского монастыря Элевтерий Зелеевич издал в Вильно книгу на латинском языке под названием «Зодиак земли небесной, или Будская Пуща милостями Божьими окутанная, которые люди ощущают при чудотворной иконе Святейшей Девы Марии, что в костеле отцов Бернардинов». В книге описываются чудеса иконы Матери Божьей Будславской в период с 1617 по 1650 года. В книге рассказывается про чудесное исцеление сына ошмянского подстолия Александра Слизня, проживающего в миле от Будслава.
«1649 год. Ян Хризастом Слизень, сынишка его милости Александра Слизня, подстолия ошмянского, родился от матери своей, её милости госпожи Теодоры, урожденной Мелешко, мертвым, и перед иконой Пресвятой Девы, которая в то время была в доме, с великой верой и плачем родителей над сыном своим первенцем, был посвящен чудотворной Будской иконе и в закон обещан в монастырь, который находился всего в миле от их дома, и младенец ожил и до сих пор, благодаря заступничеству Пресвятой Девы, с Божьей помощью живёт и здравствует. Тот же его милость господин Слизень, подстолий ошмянский, который за несколько недель до того чуда и такой великой милости Божьей, на месте Будском полученном, писал ко мне письмо, размещенный выше в этой книге, в котором сам по своей воле, узнав только, что я задумал издать книгу про эти чудеса, написал под крепкой присягой, признавая, что на том Будском месте есть consolatio affictorum, это значит утешение страждущих, которые искренне стремяться под крылья этой Орлицы Небесной».
Был женат на Теодоре Мелешко (ум. 05.02.1668), вторым браком на Гелене Филлипович (ум. 1682).
От его сыновей Стефана Яна, Михаила Брунона и Андрея пошли три отдельные ветви рода Слизней.